# Jövő (napilap, 1848)
Jövő politikai napilap Pesten (1848. december 1.–december 30.)
Ábrányi Emil alapította és szerkesztette, noha a lap állandó munkatársa, Mészáros Károly egyik visszaemlékezése szerint, a lap alapítói Horarik János, Töltényi Miklós és jómaga voltak, Ábrányi pedig a főszerkesztő volt. A lap kiadója Müller Adolf volt. A napilap a köztársasági eszmét képviselte, Mészáros Károly követelte a Habsburgok trónfosztását, amelyről később ő is, de még Szinnyeinél közölt írói életrajza is mélyen hallgatott.